# Teatre Argentina
El Teatre Argentina (en italià: Teatro Argentina) és un teatre d'òpera que es troba a Largo di Torre Argentina, una plaça de Roma, Itàlia. És un dels teatres més antics de Roma, i va ser inaugurat el 31 de gener de 1732 amb Berenice per Domenico Sarro. Està construït sobre una part de la secció cúria del Teatre de Pompei. Aquesta era la ubicació de l'assassinat de Juli Cèsar.
Va ser encarregat (construït) per la família Sforza Cesarini i dissenyat per l'arquitecte Gerolamo Theodoli amb l'auditori s'estableix en la tradicional forma de ferradura. L'interior del teatre es construeix de fusta amb sis nivells de caixes que caracteritzen el disseny, i s'ha restaurat moltes vegades.
Al segle xix, les estrenes de moltes òperes notables van tenir lloc al teatre, incloent El barber de Sevilla de Rossini el 20 de febrer de 1816, així com I due Foscari i La battaglia di Legnano de Verdi, el 3 novembre de 1844 i el 27 de gener de 1849, respectivament.
De 1919 a 1944, es van presentar més propostes musicals que els dramàtics, encara que el teatre es va estrenar obres de Luigi Pirandello, Henrik Ibsen i Gorki durant aquest temps.A més, una sèrie d'òperes es va presentar en l'hivern de 1944-1945 en honor de les tropes nord-americanes i britàniques. El teatre es va convertir en la seu de la companyia Teatre Stabile de Roma el 1994, actualment dirigida per Mario Martone.Ofereix una varietat de programes, alguns són de grans produccions, encara que més jugades que la música o l'òpera es presenten avui.
A la novel·la El Comte de Montecristo d'Alexandre Dumas el Teatre Argentina va ser l'escenari d'una escena important durant una representació de Parisina d'Este de Gaetano Donizetti.